# Eclissi solare del 19 marzo 2072
L'Eclissi solare del 19 marzo 2072 è un evento astronomico che avrà luogo il suddetto giorno attorno alle ore 20:10 UTC.

## Eclissi correlate

### Eclissi solari 2069 - 2072
Questa eclissi è un membro di una serie semestrale. Un'eclissi in una serie semestrale di eclissi solari si ripete approssimativamente ogni 177 giorni e 4 ore (un semestre) in nodi alternati dell'orbita della Luna.